# Joachim Jung
Joachim Jung, Jungius, o Junge (Lübeck, 22 de octubre de 1587-Hamburgo, 23 de septiembre de 1657), fue un filósofo, médico, matemático y naturalista alemán.

## Biografía
Estudió metafísica en Lübeck entre 1606 a 1608, luego en la universidad de Rostock, donde obtuvo el título de profesor de matemáticas, en 1609.
En 1616, comenzó a estudiar medicina en Rostock, pero fue en Padua, en 1619, donde obtuvo su título de doctor en medicina.
De 1624 a 1625, y nuevamente de 1626 a 1628, fue profesor de matemática en Rostock y de medicina en la universidad de Helmstedt. Se instaló en 1629 en Hamburgo, donde pasó a enseñar ciencias naturales.
En 1623 Jung fundó la primera sociedad de historia natural al norte de los Alpes, con especial énfasis en el atomismo, la química y la lógica: la Societas ereunetica sive zetetica (Sociedad para la búsqueda e investigación).
Contemporáneo de Johannes Kepler (1571-1630) y de René Descartes (1596-1650), Jung es una de las principales figuras de la ciencia en el siglo xvii.

## Obras
- Logica Hamburgensis, 1638[3]
- Doxoscopia, 1662
- Isagoge phytoscopica, 1679

Ambas aparecen después de su muerte, gracias a sus alumnos. Sus teorías botánicas, muy por delante de su tiempo, no tuvieron ninguna influencia en el momento. Fue John Ray (1627-1705) quien las utilizó en sus trabajos de clasificación botánica, y es gracias a él que Carlos Linneo (1707-1778), a su vez, las usó.
- La abreviatura «Jung» se emplea para indicar a Joachim Jung como autoridad en la descripción y clasificación científica de los vegetales.[5]